# Embach (Gemeinde Lend)
Embach ist seit 1938 eine zur Gemeinde Lend gehörige Ortschaft im Land Salzburg. Sie liegt im Pinzgau in einer Höhe von 1013 m ü. A. und wirbt damit, das größte Bauernhofdorf Salzburgs zu sein.
Das Wappen von Embach wurde inspiriert durch ein Werk einer HS-Lend Schülerin, welches durch einen Zeichenwettbewerb der Schule ausgewählt wurde.

## Kultur und Sehenswürdigkeiten

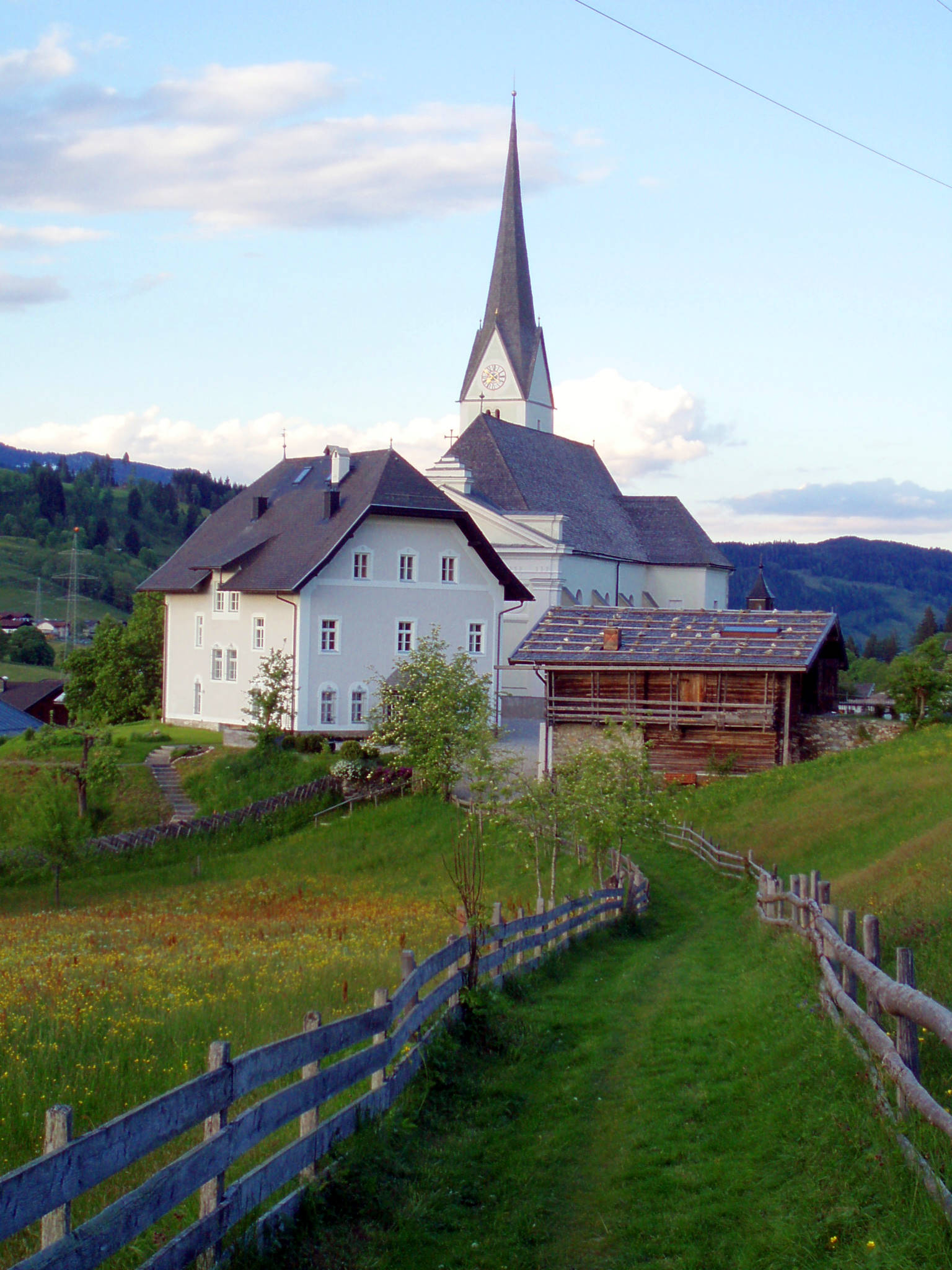
Pfarrkirche Embach

- Katholische Pfarrkirche Embach hl. Laurentius auf einer Anhöhe südlich des Ortskernes
- Wallfahrtskapelle Maria Elend südwestlich oberhalb des Ortsteiles Winkl mit Ursprungskapelle etwas unterhalb
- Ölbergkapelle am Wanderweg zwischen Maria Elend und Embach
- Bergkapelle zum Hl. Sebastian
- Gasthaus Oberwirt, im Kern 18. Jahrhundert, mit Stadel und Krämermühle